# Sylvanian Families - Mini episodi
Sylvanian Families - Mini episodi (シルバニアファミリー ミニストーリー?, Shirubaniafamirī minisutōrī) è una serie televisiva anime basata sul franchise Sylvanian Families trasmessa su TV Tokyo dal 7 ottobre 2017 al 17 dicembre 2020 in quattro stagioni.
Nel 2022 è stata trasmessa un'altra serie anime intitolata Sylvanian Families: Il felice diario di Freya e nel 2023 è stata annunciata la produzione di un film animato.

## Episodi

### Prima stagione
La prima stagione è stata trasmessa su TV Tokyo dal 7 ottobre al 23 dicembre 2017. L'edizione italiana è stata trasmessa su Frisbee dal 17 novembre al 2 dicembre 2021.
| Nº | Titolo inglese Giapponese 「Kanji」 - Rōmaji                                                                     | In onda          | In onda          |
| Nº | Titolo inglese Giapponese 「Kanji」 - Rōmaji                                                                     | Giapponese       | Italiano         |
| 1  | Freya and Everyone's Dream 「ショコラウサギちゃんとみんなの夢」 - Shokorausagi chanto min'na no yume             | 7 ottobre 2017   | 17 novembre 2021 |
| 2  | Secret Tree House Tour 「ひみつのツリーハウスツアー！」 - Himitsu no tsurīhausutsuā!                             | 14 ottobre 2017  | 18 novembre 2021 |
| 3  | Freya's Fun-filled Family 「いつもにぎやかショコラウサギファミリー」 - Itsumo nigiyaka shokorausagifamirī        | 21 ottobre 2017  | 19 novembre 2021 |
| 4  | The Great Halloween Adventure! 「ハロウィン大作戦！」 - Harō~in dai sakusen!                                     | 28 ottobre 2017  | 22 novembre 2021 |
| 5  | Birthday Present Cake Racing 「お誕生日ケーキ・プレゼントレース」 - O tanjōbi kēki・Purezentorēsu                | 4 novembre 2017  | 23 novembre 2021 |
| 6  | The Big Beach Holiday on the Big Sea 「大きな海でバケーション！」 - Ōkina umi de bakēshon!                       | 11 novembre 2017 | 24 novembre 2021 |
| 7  | Freya's Big Sister in the Town 「すてきな街のショコラウサギのお姉さん」 - Sutekina machi no shokorausagi nōnēsan | 18 novembre 2017 | 25 novembre 2021 |
| 8  | An Amazing Birthday Magic 「お誕生日の素敵な魔法」 - O tanjōbi no sutekina mahō                                  | 25 novembre 2017 | 26 novembre 2021 |
| 9  | Dream Dates of the Big Sisters 「お姉さんたちのドリーム・デート！」 - Onēsan-tachi no dorīmu・Dēto!              | 2 dicembre 2017  | 29 novembre 2021 |
| 10 | Help me, Melinda! 「たすけて！トイプードルちゃん」 - Tasukete! Toipūdoru-chan                                    | 9 dicembre 2017  | 30 novembre 2021 |
| 11 | Pit-a-pat Concert 「どきどき演奏会」 - Dokidoki ensō-kai                                                         | 16 dicembre 2017 | 1º dicembre 2021 |
| 12 | Stella's Dream Presents 「お姉さんたちのドリーム・プレゼント！」 - Onēsan-tachi no dorīmu・Purezento!            | 23 dicembre 2017 | 2 dicembre 2021  |

### Seconda stagione
La seconda stagione, intitolata Ivy è stata trasmessa su Tokyo MX dal 3 ottobre al 19 dicembre 2018. L'edizione italiana è stata trasmessa su Frisbee dall'11 al 26 maggio 2020.
| Nº | Titolo inglese Giapponese 「Kanji」 - Rōmaji                                                                    | In onda          | In onda        |
| Nº | Titolo inglese Giapponese 「Kanji」 - Rōmaji                                                                    | Giapponese       | Italiano       |
| 1  | Good morning! The Chocolate Rabbit family 「おはよう！ショコラウサギファミリー！」 - Ohayō! Shokorausagifamirī! | 3 ottobre 2018   | 11 maggio 2020 |
| 2  | Fun at the Baby Castle Nursery 「わくわく！森のたのしいようちえん！」 - Wakuwaku! Mori no tanoshī yo uchi e n!  | 10 ottobre 2018  | 12 maggio 2020 |
| 3  | Everyone's favourite couple 「みんなの憧れ 街のすてきなカップル」 - Min'na no akogare-gai no sutekina kappuru   | 17 ottobre 2018  | 13 maggio 2020 |
| 4  | Help! The Forest Helpers 「助けて！森のお助け隊！」 - Tasukete! Mori no o tasuke-tai!                           | 24 ottobre 2018  | 14 maggio 2020 |
| 5  | Excitement at the Baby Recital! 「わくわく！赤ちゃん演奏会！」 - Wakuwaku! Akachan ensō-kai!                    | 31 ottobre 2018  | 15 maggio 2020 |
| 6  | Mr. Maple has lost something! 「メイプルネコさんの探しもの」 - Meipuruneko-san no sagashimono                   | 7 novembre 2018  | 18 maggio 2020 |
| 7  | Following my brother 「お兄ちゃんを追いかけて」 - O nīchan o oikakete                                           | 14 novembre 2018 | 19 maggio 2020 |
| 8  | Stella's Work Diary 「ショコラウサギのお姉さんのお仕事ダイアリー」 - Shokorausagi nōnēsan no oshigoto daiarī    | 21 novembre 2018 | 20 maggio 2020 |
| 9  | The Mistery of the Tree House 「ツリーハウスの謎」 - Tsurīhausu no nazo                                         | 28 novembre 2018 | 21 maggio 2020 |
| 10 | Abigail Bramble heads to the city 「ハリネズミちゃん、街へ行く」 - Harinezumi-chan, machi e iku                 | 5 dicembre 2018  | 22 maggio 2020 |
| 11 | "Play time" at the nursery 「わくわく！赤ちゃんおゆうぎ会！」 - Wakuwaku! Akachan o yūgi-kai!                   | 12 dicembre 2018 | 25 maggio 2020 |
| 12 | Getting ready 「うきうき！おめかしタイム！」 - Ukiuki! Omekashi taimu!                                          | 19 dicembre 2018 | 26 maggio 2020 |

### Terza stagione
La terza stagione, intitolata Clover (クローバー?, Kurōbā, lett. "Trifoglio"), è stata trasmessa su Tokyo MX e Sun TV dal 3 ottobre al 19 dicembre 2019. È stata pubblicata in italiano su Netflix con il titolo Sylvanian Families: I deliziosi mini episodi! il 29 febbraio 2020.
| Nº | Titolo italiano Giapponese 「Kanji」 - Rōmaji                                                                                       | In onda          | In onda          |
| Nº | Titolo italiano Giapponese 「Kanji」 - Rōmaji                                                                                       | Giapponese       | Italiano         |
| 1  | Il picnic della famiglia Cioccolato 「ショコラウサギファミリーのピクニック」 - Shokorausagifamirī no pikunikku                      | 3 ottobre 2019   | 29 febbraio 2020 |
| 2  | Una pazza giornata della pizza 「ドタバタ！たのしいピザ作り」 - Dotabata! Tanoshī piza-tsukuri                                      | 10 ottobre 2019  | 29 febbraio 2020 |
| 3  | O No! È scappata via? 「たいへん！家出しちゃった!?」 - Taihen! Iede shi chatta!?                                                    | 17 ottobre 2019  | 29 febbraio 2020 |
| 4  | Sono la sorella maggiore! 「わたしはお姉ちゃん！」 - Watashi wa o nēchan!                                                           | 24 ottobre 2019  | 29 febbraio 2020 |
| 5  | La cameretta dei sogni 「あこがれのおへや作り！」 - Akogare no o heya-tsukuri!                                                      | 31 ottobre 2019  | 29 febbraio 2020 |
| 6  | Sfilata di moda 「お姉さんたちのファッションショー」 - Onēsan-tachi no fasshonshō                                                   | 7 novembre 2019  | 29 febbraio 2020 |
| 7  | La fatina della luna 「月のようせい」 - Tsuki no yōsei                                                                              | 14 novembre 2019 | 29 febbraio 2020 |
| 8  | Regalo inaspettato 「サプライズプレゼント」 - Sapuraizupurezento                                                                    | 21 novembre 2019 | 29 febbraio 2020 |
| 9  | Il compleanno della signora Periwinkle: Parte 1 「園長先生のお誕生日パーティー（その1）」 - Enchō sensei no o tanjōbi pātī (sono 1) | 28 novembre 2019 | 29 febbraio 2020 |
| 10 | Il compleanno della signora Periwinkle: Parte 2 「園長先生のお誕生日パーティー（その2）」 - Enchō sensei no o tanjōbi pātī (sono 2) | 5 dicembre 2019  | 29 febbraio 2020 |
| 11 | Un magico anniversario 「すてきな記念日」 - Sutekina kinenbi                                                                        | 12 dicembre 2019 | 29 febbraio 2020 |
| 12 | La riunione della famiglia Cioccolato 「いつもなかよし、ショコラウサギファミリー！」 - Itsumo nakayoshi, shokorausagifamirī!        | 19 dicembre 2019 | 29 febbraio 2020 |

### Quarta stagione
La quarta stagione, intitolata Peony (ピオニー?, Pionī, lett. "Peonia") è stata trasmessa su Tokyo MX dal 1º ottobre al 17 dicembre 2020. L'edizione italiana è stata trasmessa su Frisbee dal 20 ottobre al 4 novembre 2020.
| Nº | Titolo inglese Giapponese 「Kanji」 - Rōmaji                                          | In onda          | In onda         |
| Nº | Titolo inglese Giapponese 「Kanji」 - Rōmaji                                          | Giapponese       | Italiano        |
| 1  | Everything is a Lesson! 「いつだってレッスン！」 - Itsu datte ressun!                 | 1º ottobre 2020  | 20 ottobre 2020 |
| 2  | Happy Easter! 「ハッピーイースター！」 - Happīīsutā!                                  | 8 ottobre 2020   | 21 ottobre 2020 |
| 3  | Persian Family 「ドタバタ☆ペルシアン一家」 - Dotabata ☆ perushian ikka                | 15 ottobre 2020  | 22 ottobre 2020 |
| 4  | The Horror Night 「ドキドキ！ホラーナイト!?」 - Dokidoki! Horānaito!?                 | 22 ottobre 2020  | 23 ottobre 2020 |
| 5  | Freya the Detective 「名探偵フレア」 - Meitantei furea                                | 29 ottobre 2020  | 26 ottobre 2020 |
| 6  | Photogenic Town 「フォトジェニック・タウン」 - Fotojenikku・taun                      | 5 novembre 2020  | 27 ottobre 2020 |
| 7  | Magic Cookies! 「ねがいを叶えて！まほうのクッキー」 - Negai o kanaete! Ma hō no kukkī | 12 novembre 2020 | 28 ottobre 2020 |
| 8  | Syrup Party! 「シロップパーティ」 - Shiroppupāti                                      | 19 novembre 2020 | 29 ottobre 2020 |
| 9  | Camping in Big Trouble! 「キャンプ大ピンチ」 - Kyanpu dai pinchi                      | 26 novembre 2020 | 30 ottobre 2020 |
| 10 | Step by Step 「ステップ バイ ステップ」 - Suteppu bai Suteppu                         | 3 dicembre 2020  | 2 novembre 2020 |
| 11 | Welcome to the Masquerade Ball! 「仮面パーティへようこそ」 - Kamen pāti e yōkoso      | 10 dicembre 2020 | 3 novembre 2020 |
| 12 | The Baby is coming! 「赤ちゃんがやってくる！」 - Akachan ga yattekuru!                | 17 dicembre 2020 | 4 novembre 2020 |

### Episodi speciali
Sono stati realizzati i seguenti episodi speciali, pubblicati online sul canale YouTube ufficiale.
| Nº | Titolo italiano Giapponese 「Kanji」 - Rōmaji                                       | In onda          | In onda          |
| Nº | Titolo italiano Giapponese 「Kanji」 - Rōmaji                                       | Giapponese       | Italiano         |
| 1  | Una città da sogno 「シルバニア村のたからもの」 - Shirubania-mura notakara mono     | 16 dicembre 2016 | 8 dicembre 2021  |
| 2  | Il tesoro del villaggio 「夢ふくらむあこがれの街」 - Yume fukuramu akogare no machi | 6 aprile 2017    | 8 dicembre 2021  |
| 3  | Tutti sognano di volare 「空飛ぶみんなの大きな夢」 - Soratobu min'na no ōkina yume  | 27 aprile 2019   | 29 febbraio 2020 |

### Il felice diario di Freya
Dal 6 ottobre al 29 dicembre 2022 è stata trasmessa su Tokyo MX una nuova serie intitolata Sylvanian Families: Il felice diario di Freya (シルバニアファミリー フレアのハッピーダイアリー?, Shirubania Famirī Furea no happī daiarī). L'edizione italiana è stata trasmessa su Frisbee dal 14 novembre al 23 dicembre 2022.
| Nº | Titolo italiano Giapponese 「Kanji」 - Rōmaji                                                                      | In onda          | In onda          |
| Nº | Titolo italiano Giapponese 「Kanji」 - Rōmaji                                                                      | Giapponese       | Italiano         |
| 1  | Lo spettacolo di magia di Freya Cioccolato 「フレア・チョコレートのマジック」 - Furea・Chokorēto no majikku        | 6 ottobre 2022   | 14 novembre 2022 |
| 2  | L'inaugurazione della pasticceria dei bambini 「オープン！森のこどもパン屋さん」 - Ōpun! Mori no kodomo pan ya san | 13 ottobre 2022  | 15 novembre 2022 |
| 3  | La mia migliore amica: Lyra Persian 「わたしの親友 ライラ・ペルシアン」 - Watashi no shinyū raira・Perushian       | 20 ottobre 2022  | 16 novembre 2022 |
| 4  | 「ホーンテッドハウスへようこそ」 - Hōnteddohausu e yōkoso                                                          | 27 ottobre 2022  | 17 novembre 2022 |
| 5  | La giornata estiva di Ralph Walnut 「ラルフ・ウォルナットの夏の日」 - Rarufu・Worunatto no natsu no hi             | 3 novembre 2022  | 18 novembre 2022 |
| 6  | Operazione: fare pace 「仲なおり大作戦」 - Naka naori dai sakusen                                                  | 10 novembre 2022 | 21 novembre 2022 |
| 7  | Il parco a tema tutto colorato 「やってきました！ゆめいろゆうえんち」 - Yatteki mashita! Yume iro yuu en chi       | 17 novembre 2022 | 22 novembre 2022 |
| 8  | Senti chi parla 「ベイビーベイビートーク」 - Beibī beibī tōku                                                      | 24 novembre 2022 | 23 novembre 2022 |
| 9  | Il violino dei miei sogni 「憧れのバイオリン」 - Akogare no baiorin                                                | 1º dicembre 2022 | 24 novembre 2022 |
| 10 | 「ふしぎな花」 - Fushigi na hana                                                                                   | 8 dicembre 2022  | 25 novembre 2022 |
| 11 | Brilla! Sylvanian Village (parte 1) 「輝け！シルバニア村（前編）」 - Kagayake! Shirubania mura (zenpen)            | 15 dicembre 2022 | 23 dicembre 2022 |
| 12 | Brilla! Sylvanian Village (parte 2) 「輝け！シルバニア村（後編）」 - Kagayake! Shirubania mura (kōhen)             | 22 dicembre 2022 | 23 dicembre 2022 |
| 13 | 「特別編「バースデイプレゼント」」 - Tokubetsu hen "Bāsudei Purezento"                                             | 29 dicembre 2022 | –                |